# Bîșkin, Lebedîn
Bîșkin (în ucraineană Бишкінь) este localitatea de reședință a comunei Bîșkin din raionul Lebedîn, regiunea Sumî, Ucraina.

## Demografie
Componența lingvistică a localității Bîșkin
     Ucraineană (92,24%)
     Rusă (7,21%)
Conform recensământului din 2001, majoritatea populației localității Bîșkin era vorbitoare de ucraineană (92,24%), existând în minoritate și vorbitori de rusă (7,21%).